# Morne Jacqueline
Le morne Jacqueline est un sommet d'origine volcanique situé sur la commune des Anses-d'Arlet en Martinique.

## Géologie
Le morne Jacqueline était en activité au Pliocène, il y a environ 3 millions d'années. Le volcan est constitué de deux dômes andésitiques qui ont perforé les brèches issues du morne Genty.

## Activités

### Tourisme
Le site n'est pas aménagé pour la randonnée, le calvaire sommital est difficilement accessible.
Une source hydrothermale émerge au niveau de la mer du côté de Petite Anse, dans les rochers à l'extrémité de la plage.

### Protection environnementale
Le site, pour sa géologie volcanique et sa flore, fait partie des aires volcaniques et forestières de la Martinique, proposées depuis 2014 au classement du patrimoine mondial.